# Rattus lugens
Rattus lugens  (Miller, 1903) è un roditore della famiglia dei Muridi endemico delle isole Mentawai.

## Descrizione

### Dimensioni
Roditore di grandi dimensioni, con la lunghezza della testa e del corpo tra 212 e 251 mm, la lunghezza della coda tra 193 e 231 mm, la lunghezza del piede tra 37 e 44 mm e la lunghezza delle orecchie tra 20 e 26 mm.

### Aspetto
Le parti superiori sono nerastre brizzolate, i fianchi sono marroni scuri, mentre le parti inferiori sono grigio fumo. Il dorso delle zampe è marrone. Le orecchie sono nerastre. La coda è più corta della testa e del corpo ed è uniformemente nerastra. Le femmine hanno 2 paia di mammelle pettorali e 3 paia inguinali. La sottospecie R.l.mentawi è più piccola e più chiara

## Biologia

### Comportamento
È una specie terricola.

## Distribuzione e habitat
Questa specie è diffusa sulle isole Mentawai: Siberut, Sipora, Pagai del nord e Pagai del sud.
Vive nelle foreste tropicali sempreverdi pianeggianti.

## Tassonomia
Sono state riconosciute 2 sottospecie:
- R.l.lugens: Pagai del nord e Pagai del sud;
- R.l.mentawi (Chasen & Kloss, 1928): Siberut e Sipora.

## Conservazione
La IUCN Red List, considerato l'areale limitato e il continuo declino nella qualità del proprio habitat, classifica R.lugens come specie a rischio minimo (Least Concern).